# Angles (Album)
Angles ist das vierte Album der US-amerikanischen Rockband The Strokes. Es erschien am 18. März 2011 über das Label RCA Records. Bereits vorab wurde die Single Under Cover of Darkness ausgekoppelt.

## Titelliste
1. Machu Picchu – 3:30
2. Under Cover of Darkness – 3:56
3. Two Kinds of Hapiness – 3:42
4. You're So Right – 2:34
5. Taken for a Fool – 3:23
6. Games – 3:52
7. Call Me Back – 3:02
8. Gratisfaction – 2:59
9. Metabolism – 3:01
10. Life Is Simple in the Moonlight – 4:15

## Vorgeschichte
Schon kurz nach der Veröffentlichung des Vorgängeralbums First Impressions of Earth kündigte die Band Schreibarbeiten an einem neuen Album an. Nachdem über Streitigkeiten und Drogenprobleme innerhalb der Band berichtet worden war, ließ das Album jedoch lange Zeit auf sich warten. Anderen Angaben zufolge musste Casablancas wegen seiner eigensinnigen Persönlichkeit getrennt vom Rest der Band aufnehmen. Etwa fünf Jahre nach der Ankündigung und im Anschluss an diverse Solo-Projekte einzelner Bandmitglieder, deren Erfolg überschaubar blieb, wurde Angles veröffentlicht.
Das auf dem Album enthaltene Lied Machu Picchu, angelehnt an die gleichnamige Ruinenstadt in Peru, findet sich im Soundtrack des Fußballsimulationsspiels FIFA 12 aus dem Jahr 2011.

## Charts

### Album
| ChartsChartplatzierungen       | Höchstplatzierung | Wochen |
| ------------------------------ | ----------------- | ------ |
| Deutschland (GfK)              | 15 (4 Wo.)        | 4      |
| Österreich (Ö3)                | 9 (4 Wo.)         | 4      |
| Schweiz (IFPI)                 | 6 (8 Wo.)         | 8      |
| Vereinigtes Königreich (OCC)   | 3 (11 Wo.)        | 11     |
| Vereinigte Staaten (Billboard) | 4 (11 Wo.)        | 11     |

### Singles
| Jahr | Titel                   | Höchstplatzierung, Gesamtwochen, AuszeichnungChartplatzierungen (Jahr, Titel, , Platzierungen, Wochen, Auszeichnungen, Anmerkungen) | Höchstplatzierung, Gesamtwochen, AuszeichnungChartplatzierungen (Jahr, Titel, , Platzierungen, Wochen, Auszeichnungen, Anmerkungen) | Höchstplatzierung, Gesamtwochen, AuszeichnungChartplatzierungen (Jahr, Titel, , Platzierungen, Wochen, Auszeichnungen, Anmerkungen) | Höchstplatzierung, Gesamtwochen, AuszeichnungChartplatzierungen (Jahr, Titel, , Platzierungen, Wochen, Auszeichnungen, Anmerkungen) | Höchstplatzierung, Gesamtwochen, AuszeichnungChartplatzierungen (Jahr, Titel, , Platzierungen, Wochen, Auszeichnungen, Anmerkungen) | Anmerkungen |
| Jahr | Titel                   | DE | AT | CH | UK | US | Anmerkungen |
| ---- | ----------------------- | --- | --- | --- | --- | --- | ----------- |
| 2011 | Under Cover of Darkness | — | — | — | UK47UK | — |             |
| 2011 | Taken for a Fool        | — | — | — | — | — |             |

## Kritik
Jakob Rondthaler von laut.de bezeichnete Angles als ihr drittbestes Album bisher. Die Erwartungen, welche im Voraus durch Berichte über Streit und Drogenprobleme gesenkt worden waren, übertreffe das Album ihm zufolge deutlich und weise, wenn auch nicht ganz so stark wie die Vorgängeralben, kaum Schwachpunkte und viele neue Ideen auf.
Kevin Holtmann von plattentests.de bemängelte, dass ihn nicht jedes der zehn Stücke überzeugen könne, allerdings blieben die Strokes ihrem Stil treu und lieferten ein – im Gesamtpaket betrachtet – gutes Album ab. So können sie in der Rockszene weiterhin relevant bleiben.
Metacritics aggregierte für das Album einen Score von 71 von 100 Punkten. So heißt es in der Zusammenfassung, dass Angles den Sound aus dem 2001 erschienenen Debütalbum wieder aufgreife, ergänzt um kleinere Erneuerungen und ein Garagen-Rock-Feeling.